# سيد ياسين
سيد ياسين (بالإنجليزية: Syed Yasin)‏ هو سياسي هندي، ولد في 21 سبتمبر 1956 في الهند. حزبياً، نشط في المؤتمر الوطني الهندي.